# Samsung Galaxy Ace Plus
El Galaxy Ace Plus es un teléfono inteligente de gama media de Samsung que pretende ser el sucesor del Samsung Galaxy Ace.
Entre las mejoras frente al Galaxy Ace original hay que nombrar una escala del procesador de 200 MHz y un aumento del tamaño de pantalla desde las 3,5 pulgadas hasta las 3,65. La unidad de procesamiento gráfico seguiría siendo la misma al igual que su cámara que no modificaría la resolución de 5 megapíxeles y el Flash Led, aunque la grabación de vídeo alcanza los 480p. 
La memoria RAM será de 512 MB (398 MB disponible para el usuario) y la memoria interna de 3 GB, superando a su antecesor. Para su comodidad la ranura de la tarjeta MicroSD no se ubica abajo del chip, encontrándose en el borde del teléfono cuando se extrae la carcasa. En cuanto al sistema operativo cuenta con Android 2.3.6 Gingerbread.

### Conectividad
Mantiene, con respecto al Samsung Galaxy Ace, el mismo paquete de conectividad con HSDPA de hasta 7,2 Mbps de bajada, WiFi 802.11 b/g/n con compatibilidad con DLNA y además, la capacidad de que el smartphone funcione como router inalámbrico. Mejora la conectividad Bluetooth incorporando la versión 3.0.

### Novedades del software
Muy interesante es el nuevo reproductor musical, que presenta una barra de estado para controlar la reproducción y las diferentes canciones pueden ser organizadas por carpetas.

## Aplicaciones
Cuenta con la siguiente serie de aplicaciones:
- AllShare
- Kies Air
- Juegos
- Social Hub
- ThinkFree Office
- Hangouts
- Google+
- G+ Fotos
- Google Maps
- Navigation
- Local
- Google Search
- Youtube
- Play Store
- Gmail.

Y por supuesto las normales aplicaciones de un teléfono inteligente como cámara, reloj, grabadora de voz, búsqueda por voz, radio FM, agenda, calculadora, etc.    
| Predecesor: Samsung Galaxy Ace | Serie ACE de la línea Samsung Galaxy Enero de 2012 | Sucesor: Samsung Galaxy Ace 2 |